# Dubrava (Istok)
Pour les articles homonymes, voir Dubrava.
Dubravë en albanais et Dubrava en serbe latin (en serbe cyrillique : Дубрава) est une localité du Kosovo située dans la commune/municipalité d'Istog/Istok et dans le district de Pejë/Peć. Selon le recensement kosovar de 2011, elle compte 1 383 habitants.

## Démographie

### Évolution historique de la population dans la localité
| 1948 | 1953 | 1961 | 1971 | 1981  | 1991  | 2011  |
| ---- | ---- | ---- | ---- | ----- | ----- | ----- |
| 439  | 498  | 614  | 894  | 1 371 | 1 427 | 1 383 |

|  |

### Répartition de la population par nationalités (2011)
En 2011, les Albanais représentaient 88,72 % de la population et les Égyptiens 9,76 %.